# Cedar Bluff Township
Cedar Bluff Township est un ancien township, situé dans le comté d'Oregon, dans le Missouri, aux États-Unis,.
Le township est fondé en 1886 et baptisé en référence à des cèdres présents en bordure d'une rivière.

### Source de la traduction
- (en) Cet article est partiellement ou en totalité issu de l’article de Wikipédia en anglais intitulé « Cedar Bluff Township, Oregon County, Missouri » (voir la liste des auteurs).